# Sanaï
 (juin 2013).
Si vous disposez d'ouvrages ou d'articles de référence ou si vous connaissez des sites web de qualité traitant du thème abordé ici, merci de compléter l'article en donnant les références utiles à sa vérifiabilité et en les liant à la section « Notes et références ».
Sanaï de son nom complet Hakim Abul-Majd Majdūd ibn Ādam Sanā'ī Ghaznavi (en farsi حکیم ابوالمجد مجدود ‌بن آدم سنایی غزنوی), était un poète soufi persan du XIIe siècle. Protecteur des sciences et philosophe, son œuvre a eu une influence certaine sur les poètes mystiques du Moyen-Orient notamment sur Jalâl ud Dîn Rûmî auteur du Masnavi-I Ma'navi. Son œuvre la plus connue est Hadiqat al Haqiqa c'est-à-dire « Le jardin de la vérité », un poème de plus de 11 000 vers.

## Biographie
Né vers 1050 dans une famille de lettrés de Ghazni (au sud de l’Afghanistan actuel), il éveille par ses talents, la curiosité des hommes de sciences et des religieux de l'école hanafite. Cela lui permet de devenir panégyriste officiel à la cour. Lorsqu'il devient mystique vers 1114, il quitte brusquement la cour pour finalement rejoindre Merv (au Turkménistan actuel) où il trouve un protecteur hanafite. Il compose ensuite des textes de style masnavi destinés à l'enseignement de la morale et de la religion qui vont avoir un grand succès. Il revient à Ghazni en 1126 et devient rapidement poète attitré du sultan Ghaznévide Bahram Shah et, malgré ses réticences, compose pour lui plusieurs poèmes ce qui témoigne de l'influence du sultan sur lui. Il ne peut plus alors quitter la cour et meurt à un âge avancé vers 1131.

## Son œuvre
Sa poésie est d’inspiration soufie. Sana'i a été le premier poète à utiliser le style masnavi, le style Qasida et le style ghazal pour transmettre des concepts philosophiques. Sans être véritablement le premier poète soufi – on sait, par exemple, qu’avant lui, Rābi‘a écrivit des poèmes ou encore que le cheikh Abū Sa‘īd Abū l-Khayr composa plusieurs quatrains – il est sans doute celui qui, le premier, a laissé une œuvre essentiellement poétique d’inspiration spirituelle et déclarait d’ailleurs lui-même que « nul n’avait jamais écrit des vers tels que lui » et que si, dans le monde on trouvait des vers semblables aux siens, fussent-ils un millier, c’est qu’ils étaient de lui.
Plus de 30 000 vers connus lui sont attribués. Son œuvre a eu une très grande influence non seulement sur les œuvres soufis suivantes, mais aussi bien au-delà, sur toute la littérature et la philosophie du monde arabo-musulman. Reconnu par tous les grands maîtres spirituels, dont Rūmī, bien qu’invitant à abandonner la gloire éphémère et le monde d’ici-bas, son audience se répandit dans les cours royales de son temps aussi bien d’ailleurs que parmi le peuple. Son œuvre demeure de nos jours encore un objet d’études dans de nombreux centres soufis indo-musulmans.